# 투타예프

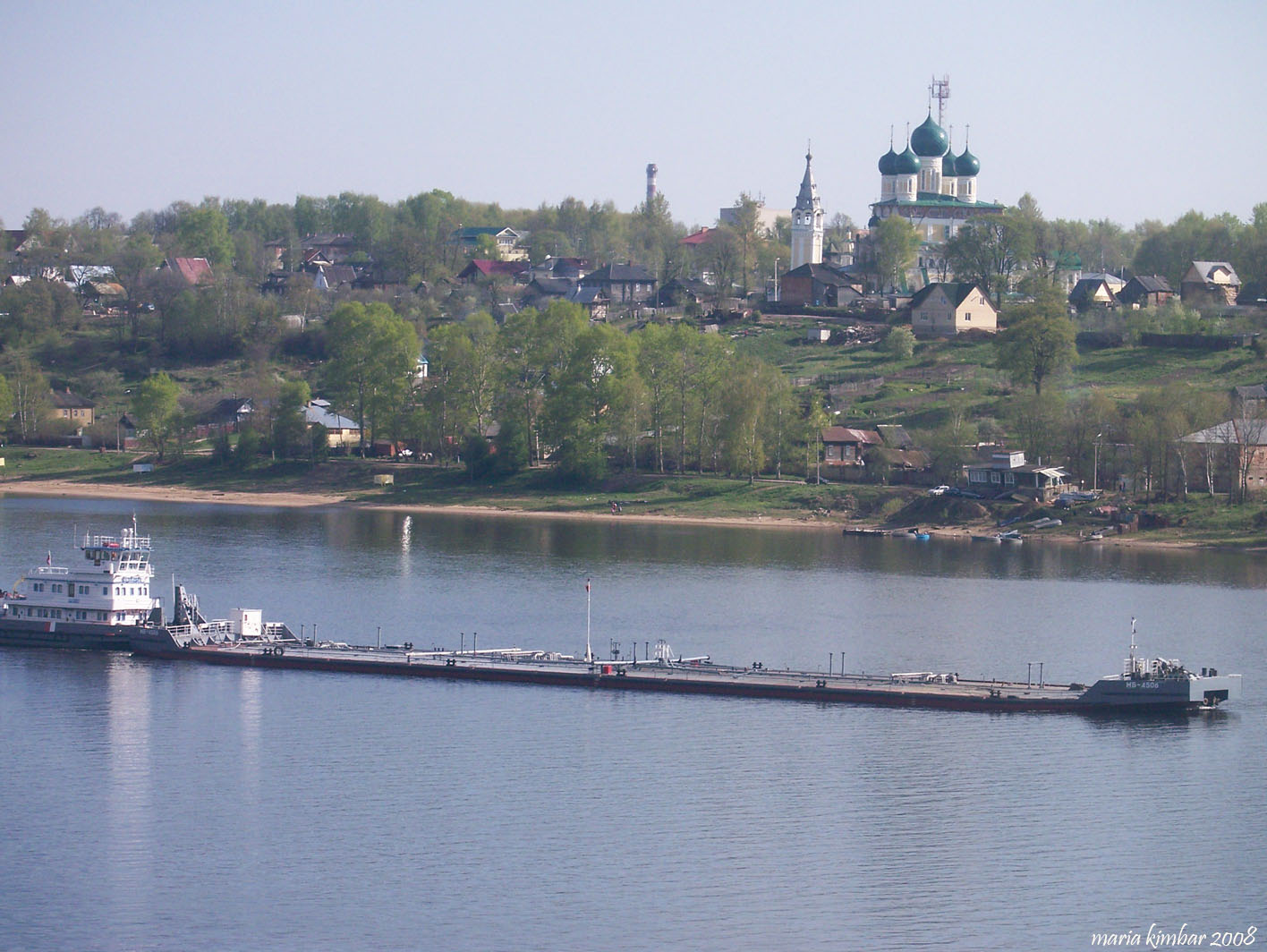

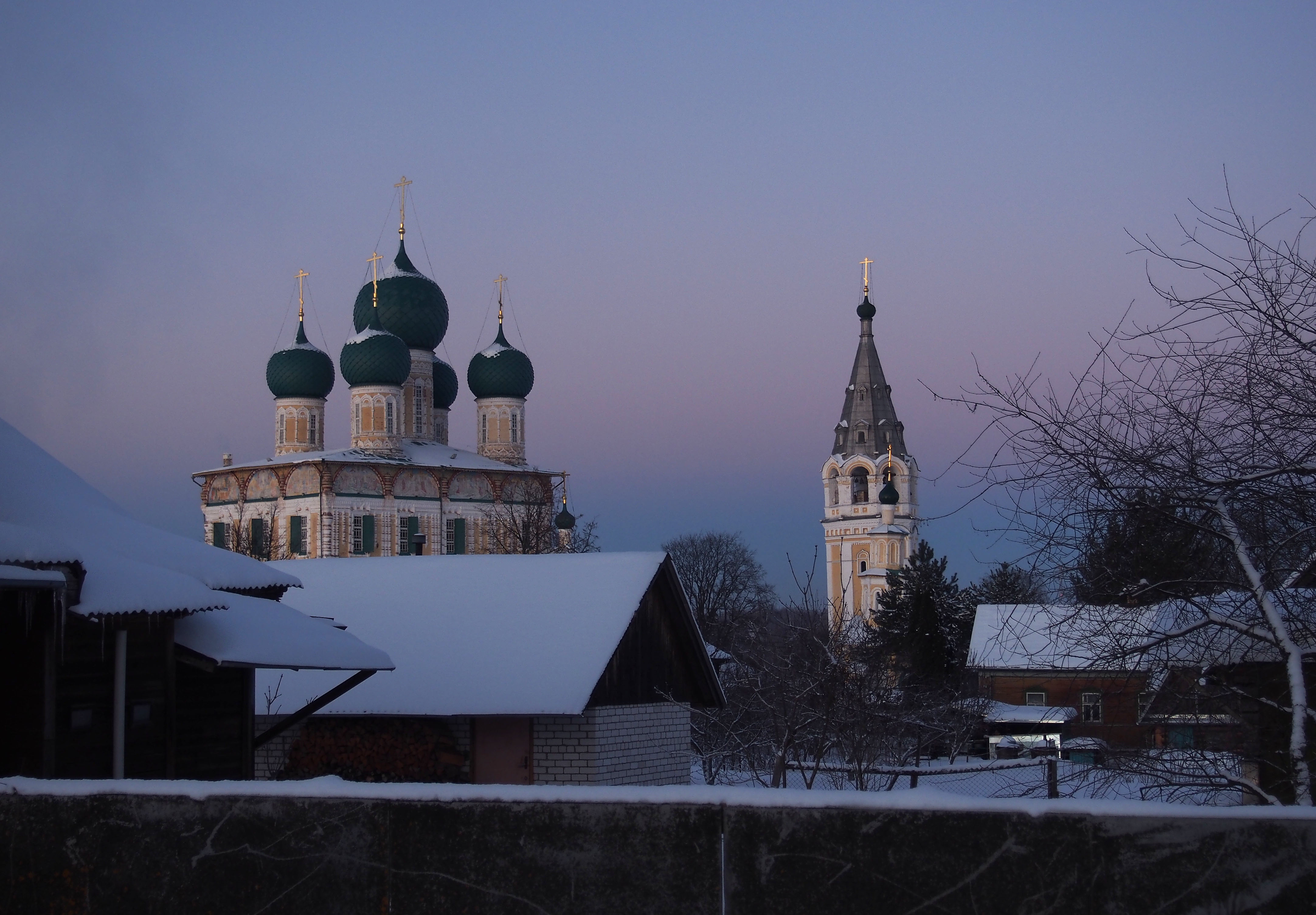
크리스마스 밤(투타예프스키 부활 대성당의 전경)

투타예프(러시아어: Тута́ев)는 러시아 야로슬라블주 중부에 위치한 도시로, 볼가강 좌안에 위치한다. 야로슬라블(야로슬라블 주의 주도)에서 북서쪽으로 40km 정도 떨어진 곳에 위치하며 인구는 42,644명(2002년 기준)이다. 1822년 볼가 강 양안에 있는 두 마을을 합병하여 신설되었으며 당시에는 로마노프보리소그렙스크(Рома́нов-Борисогле́бск)라는 이름으로 명명했다. 1918년 지금과 같은 이름으로 변경되었다.